# Praia do Corsário
A Praia do Corsário fica localizada entre os bairros Pituaçu e Boca do Rio, na cidade de Salvador.
Chamada simplesmente de Corsário, esta praia recebe muitos surfistas, pois tem um mar excelente para ondas, uma das melhores praias para prática do surfe e bodyboard. Também recebe visitantes habituais que, por conta disso, formam verdadeiros núcleos diferenciados. É comum ali os grupos distintos, muitos dos quais não se misturam, algo que costuma, até ser respeitado pelo donos das barracas de beira-mar.
Corsário é uma das praias que formam uma faixa contínua de areia até a praia de Itapuã - cujos limites são externos à faixa litorânea, já que compõem uma única praia, efetivamente.
Tem como característica a grande extensão de areia até a água e ondas fortes por causa do mar agitado, bem como e uma das praias soteropolitanas situadas em mar aberto, e não para a Baía de Todos-os-Santos.